# Walter Breisky

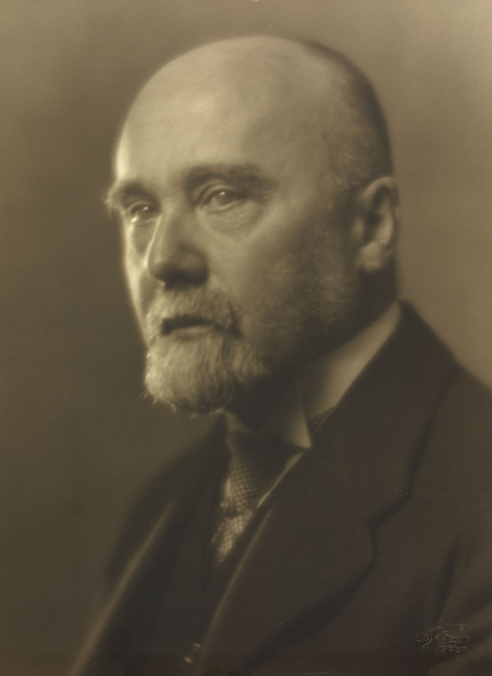
Walter Breisky in 1927

Walter Breisky (Bern, 8 juli 1871 - Klosterneuburg, 25 september 1944) was een Oostenrijks politicus.

## Biografie
Walter Breisky werd op 8 juli 1871 in Bern, Zwitserland geboren. Hij was werkzaam als rijksambtenaar en was lid van de Christelijk-Sociale Partij (CS).
Walter Breisky was van 7 juli 1920 tot 7 april 1921 staatssecretaris van Binnenlandse Zaken en Onderwijs en van 7 april tot 28 april 1921 was hij bondsminister van Binnenlandse en Onderwijs en Defensie. Van 1 juni 1921 tot 26 januari 1922 en van 27 januari 1922 tot 31 mei 1922 was hij vicekanselier.
Walter Breisky was van 26 januari tot 27 januari 1922 gedurende één dag Bondskanselier en bondsminister van Binnen- en Buitenlandse Zaken. 
Van 1923 tot 1931 was hij voorzitter van het Bondsbureau voor Statistiek.
Hij overleed op op 73-jarige leeftijd (zelfmoord) te Klosterneuburg.